# Kommissar Marthaler – Die Sterntaler-Verschwörung
Kommissar Marthaler – Die Sterntaler Verschwörung ist ein deutscher Fernsehfilm aus dem Jahr 2017 und die 4. Fortsetzung der Reihe Kommissar Marthaler. Der für das ZDF produzierte Kriminalfilm basiert auf dem gleichnamigen Roman aus der Marthaler-Krimireihe von Jan Seghers. Regie führte diesmal Züli Aladağ. Das Drehbuch schrieben erneut Lancelot von Naso und Kai-Uwe Hasenheit.

## Handlung
In ihrem Hotelzimmer wurde die Journalistin Anneliese Weißgerber mit zwei gezielten Schüssen hingerichtet. Da zufällig Marthalers Kollege Carlo Sabato im Hotel war, um für einen privaten Besuch Zimmer zu buchen, war er sofort zur Stelle und hat Kommissar Marthaler informiert. Kaum dass dieser eintrifft, findet sich auch der LKA-Beamte Axel Rotteck im Hotel ein und entzieht ihm den Fall. Zu Sabatos Ärger beschlagnahmt er auch den Spurensicherungskoffer und die damit von ihm gesammelten Spuren. Trotz allem Ärger begrüßt Marthalers Team im Präsidium Sarah Jonas, die zu ihnen versetzt wurde und Kirsten Höpfner ablöst. Ebenfalls neu ist Charlotte von Wangenheim, die nach Hans Herrmanns Tod die Stelle als Polizeioberrätin einnimmt. Sie beauftragt Marthaler, den vermeintlichen Selbstmord des Barons Freiherr von Münzenberg zu untersuchen. Der Landtagsabgeordnete war in die Schlagzeilen geraten, nachdem die Staatsanwaltschaft gegen ihn aufgrund kinderpornografischer Delikte ermittelte. Seine Haushälterin, die auch privat eng mit von Münzenberg befreundet war, hält diese Vorwürfe für unsinnig. Sie hat einen kleinen Sohn und sie hätte bemerkt, wenn solche Ambitionen bestanden hätten. Außerdem kenne sie jeden Winkel des Hauses und hatte diesbezüglich keinerlei Hinweise gefunden.
Marthaler will die Demütigung, die ihm Axel Rotteck durch den Entzug des Falls im Hotelmord zugefügt hatte, nicht so einfach hinnehmen. Mit viel Recherchearbeit finden er und sein Team das Auto des Opfers. Dadurch steht fest, dass die Journalistin unter falschem Namen im Hotel wohnte und eigentlich Herlinde Scherer heißt. Marthaler und seine neue Kollegin begeben sich nach Berlin, woher die Journalistin stammt, und erfahren dort, dass Scherer als Enthüllungsjournalistin tätig war und schon einige politische Skandale aufgedeckt hatte. Zu diesem Zweck hatte sie einen Informanten direkt im hessischen Landtag, von dem sie erfahren konnte, dass der hessische Ministerpräsident seine Wahl nur mit gekauften Stimmen erreicht hatte.
Als Marthaler erfährt, dass ausgerechnet Axel Rotteck die belastende Hausdurchsuchung bei von Münzenberg durchgeführt hatte, wird ihm klar, dass beide Fälle zusammenhängen und von Münzenberg der Informant der Journalistin war. Fotos, die in Scherers Auto gefunden wurden, führen Marthalers Team zu dem zwielichtigen Sex-Club Sterntaler. Dort werden sie jedoch nicht sehr freundlich empfangen, weil man sie in Zivil nicht als Polizisten erkennt und für Gangster hält. Erst als sie sich als Polizisten outen, wird das Feuergefecht beendet. Marthalers Kollege Kai Döring wird daraufhin schwer verletzt ins Krankenhaus gebracht, ist aber nicht in Lebensgefahr. Die Auswertung von Handydaten führt die Ermittler zu dem Schluss, dass sich Scherer und von Münzenberg in der Mordnacht getroffen hatten. Insgesamt bringt Marthaler das alles aber nicht so recht weiter. Unerwartet meldet sich ein Unbekannter telefonisch und bietet den Ermittlern Informationen zu dem Hotelmord an. Der Mann unterschätzt das Marthaler-Team, denn das findet schnell heraus, dass es sich hierbei um Rottecks Mitarbeiter Daniel Fichtner vom LKA handelt. Angeblich will er bei den Machenschaften seines Chefs nicht länger mitmachen; doch kann es sich auch um eine List handeln, um herauszufinden, was die Kriminalisten wissen. Fichtner soll beweisen, dass er es ehrlich meint. Dazu soll er Marthaler dabei helfen, den Spurensicherungskoffer zurückzubekommen. Das gelingt und die Auswertung der gesicherten Spuren wird eingeleitet.
Marthaler bringt derweil in Erfahrung, dass Axel Rotteck vom Hotelpersonal bereits einen Tag vor dem Mord in der Lobby gesehen wurde. Deshalb lässt er ihn von seinen Leuten überwachen. Dabei werden diese Zeugen, als Rotteck den vorbestraften Lennart Kallenberg erschießt: angeblich in Notwehr, was Marthalers Kollegen widerlegen können. Nach Rottecks Aussage hätte er Lennart als Mörder der Journalistin überführt und gerade festnehmen wollen, was dann eskaliert sei. Marthalers Team kann bei seiner Recherche über Kallenberg diesem lediglich Sexualdelikte zuordnen, wozu die brutale und gezielte Tötung im Hotel nicht so recht passt. Dennoch hatte der Mann zur Tatzeit im Hotel ein Zimmer gemietet und wider Erwarten findet Mathalers Team bei Kallenberg im Hinterhof die Tatwaffe versteckt. Viel lieber hätten sie diese bei Axel Rotteck gefunden. Doch nicht nur die Tatwaffe, auch die DNA-Spuren, die inzwischen ausgewertet wurden, belegen eindeutig, dass Kallenberg der Mörder an der Journalistin ist. Recherchen über Axel Rotteck belegen, dass dieser Kallenberg aus früheren Zeiten kannte, ihn damals bei einem Tatvergehen verschont und ihn nun wahrscheinlich als Mörder angeworben hatte.
Marthaler geht nach wie vor davon aus, dass Herlinde Scherer dabei war, einen neuen politischen Skandal aufzudecken, und in der Tatnacht etwas gesehen hatte, was sie nicht sehen sollte. Deshalb nehmen sich die Ermittler den Club Sterntaler vor. Dort nimmt Marthaler den Clubbesitzer fest. Nachdem er ihm nachweist, dass die Waffe, mit der Scherer erschossen wurde, von ihm stammt, weil er damit vor einigen Jahren einen Überfall begangen hatte, macht er dem Mann auch die Brisanz seiner Lage bewusst. Denn Axel Rotteck, dem er die Pistole verkauft hatte, wird keinen Mitwisser am Leben lassen. So lässt sich der Clubbetreiber überzeugen, gegen Rotteck auszusagen, und Marthaler kann Rotteck so Anstiftung zum Mord nachweisen. Ursächlich für die Ermordung der Journalistin waren geheime Absprachen von Politikern, die im Club Sterntaler stattfanden. Der einzige, der dabei nicht mitmachen wollte, war von Münzenberg, dem deshalb belastendes Material untergeschoben wurde. Anstatt stillzuhalten, traf sich dieser mit der Journalistin und gab ihr Informationen weiter, was am Ende auch sein Todesurteil war, wobei Rotteck dessen Suizid inszeniert hat.
Auch wenn Marthaler beruflich einen Erfolg verbuchen kann, muss er privat eine Niederlage einstecken. Seine Freundin Thereza verlässt ihn. Sie will seine Unzuverlässigkeit und ständige Abwesenheit nicht länger ertragen und geht deshalb nach Prag zurück.

## Hintergrund
Nachdem bekannt wurde, dass Lancelot von Naso bei diesem Film nicht mehr auf dem Regiestuhl Platz nehmen würde, wurde stattdessen der deutsch-türkische Regisseur Züli Aladağ engagiert. Ebenfalls wurden neue Rollen für das Kommissarteam ergänzt. Darunter wird die Schauspielerin Liane Forestieri den Part als Charlotte von Wangenheim übernehmen und löste Peter Lerchbaumer damit ab. Ebenfalls stieß Alice Dwyer neu zum Team dazu.
Gedreht wurde vom 23. Februar 2016 bis zum 24. März 2016 in Frankfurt am Main und Berlin, und die Fernsehpremiere fand am 17. März 2017 auf arte statt. Die Ausstrahlung im ZDF fand am 11. September 2017 statt.

## Rezeption

### Einschaltquote
Die Erstausstrahlung von Die Sterntaler-Verschwörung am 17. März 2017 im ZDF erreichte 5,52 Millionen Zuschauer und einen Marktanteil von 18,0 Prozent.

### Kritiken
Bei der Frankfurter Allgemeinen Zeitung wertete Matthias Hannemann: „Dass nicht die vollen neunzig Minuten tragen, liegt an einer überraschend uninspirierten, die Dinge ruckartig zusammenraffenden Szene gegen Ende, die den gekonnten Abgang verpatzt. Hier wirkt Koeberlins Marthaler arg überdreht, redet viel zu lang und scheint plötzlich fast etwas deplatziert. Der ambitionierten ‚Sterntaler-Verschwörung‘ fehlt damit leider ein würdiger Schluss. Aber das macht nichts. Die Luft die es in diesem Fall noch nach oben gibt, weckt die Vorfreude auf den kommenden Marthaler-Fall.“
Volker Bergmeister schrieb auf Tittelbach.tv: Die Die Sterntaler-Verschwörung hat eine sehr „geschickt gebaute Story [und] eine atmosphärische Inszenierung, der die Balance zwischen lauten und leisen Szenen gelingt: Der neue Krimi aus der ZDF-Reihe ist solide, spannend, kurzweilig und punktet mit einem starken Ensemble.“
Die Kritiker der Fernsehzeitschrift TV Spielfilm vergaben die Beste Wertung (Daumen nach oben) und schrieben: „Einige Ungereimtheiten und holprige, formelhafte Szenen, aber das Team ist interessant, der Fall spannend, und zum Ende zieht das Tempo an.“ Fazit: „Sehr solide Polizeiarbeit (trotz Macken).“